# Vriesea sceptrum
Vriesea sceptrum är en gräsväxtart som beskrevs av Carl Christian Mez. Vriesea sceptrum ingår i släktet Vriesea och familjen Bromeliaceae. Inga underarter finns listade i Catalogue of Life.